# Catherine Collard
Catherine Collard (Tuïr, 11 d'agost de 1947-París, 10 octubre 1993), fou una pianista nord-catalana.

## Biografia
Catherine Collard va ingressar al conservatori de París als catorze anys, on va treballar amb Yvonne Lefébure i Germaine Mounier. Va sortir amb el primer premi de piano el 1964 i el primer premi de música de cambra el 1966. A partir de llavors va guanyar nombrosos premis i concursos (Claude Debussy, Olivier Messiaen, Fondation de la vocation, etc.), que la van portar als festivals més grans i a les sales de concerts més prestigioses del món.
Sovint va tocar en duet amb Anne Queffélec. Va ser professora del conservatori Saint-Maur-des-Fossés. Cap al final de la seva vida, i després d'un llarg període de relaxació, del 1987 al 1993 va gravar una desena de discos per al segell Lyrinx, aclamats per unanimitat per crítics i melòmans. Així, va imposar el seu nom com a intèrpret essencial, especialment per a Haydn i Schumann, abans de morir sobtadament de càncer als quaranta-sis anys.

## Discografia
- Johann Sebastian Bach: Preludi i fuga en la menor (Bach / Liszt), Preludi i fuga en Do major BWV 846
- Gilbert Amy: Epigram
- Claude Debussy: Preludis dels llibres I i II, Estudis per a sonoritats oposades, Estudis per a arpegis compostos, Melodies (amb Nathalie Stutzmann)
- Johannes Brahms: Sonata per a violoncel i piano n 1 i no 2 (amb Suzanne Ramon), Rhapsodie op.79, Intermezzi op.117, Klavierstücke op.118
- César Franck: Preludi, coral i fuga, Quintet i Sonata per a violí i piano (amb Régis Pasquier i el quartet Orlando)
- Edvard Grieg: Concert per a piano
- Joseph Haydn: Sonates (3 volums)
- Olivier Messiaen: Mirada de la terrible unció
- Wolfgang Amadeus Mozart: Sonates per a flauta i piano / K.376, K.296, K.377 (amb Philippe Bernold), Sonates per a piano K.332, 457 i 545 / Fantasy K.475
- Prokofiev: Sonata per a violí i piano n 1 (amb Catherine Courtois)
- Maurice Ravel: Jeux d'eau, Melodies (amb Nathalie Stutzmann)
- Erik Satie: 3 gimnopèdies i 6 gnossiennes (amb Anne Queffélec)
- Arnold Schoenberg: Klavierstücke op.11
- Robert Schumann: Carnaval, Papillons, Arabesque), Escenes d'infants, Sonata en fa menor, Davidsbündlertänze, Concert per a piano i orquestra, el cicle de lied Dichterliebe (amb la contralt Nathalie Stutzmann), Sonata per a violí i piano n 1 i no 2 (amb Catherine Courtois)
- Vincent d'Indy: Simfonia sur un chant montagnard français op.25 - coneguda com a "Symphonie cévenole" - Orchestra Filarmònica de Radio France - Direcció Marek Janowski